# Liberty Professionals FC
Liberty Professionals FC is een Ghanese voetbalclub uit Dansoman die speelt in de Premier League, de Ghanese eredivisie. De club werd in 1997 opgericht. Ze begonnen dat seizoen in de Eerste divisie. In het tweede seizoen promoveerden ze naar de Premier League.

## Bekende (ex-)spelers
- Michael Essien
- Sulley Muntari
- Derek Boateng
- Enoch Kofi Adu
- John Paintsil
- Asamoah Gyan
- Christophe Diandy